# تاماكي ناكانيشي
تاماكي ناكانيشي (باليابانية: 仲西環؛ بالكانا: なかにし たまき) هي مؤدية صوت وممثلة يابانية، ولدت في 13 فبراير 1976 في أوكيناوا في اليابان، وتوفيت في 14 مارس 2020.

## وصلات خارجية
- تاماكي ناكانيشي على موقع IMDb (الإنجليزية)
- تاماكي ناكانيشي على موقع ميوزك برينز (الإنجليزية)
- تاماكي ناكانيشي على موقع قاعدة بيانات الفيلم (الإنجليزية)
- تاماكي ناكانيشي على موقع كينوبويسك (الروسية)
- تاماكي ناكانيشي على موقع ANN person (الإنجليزية)